# Военный бюджет

Военные расходы в 2008 году. Чем темнее, тем выше доля военных расходов в ВВП государства.

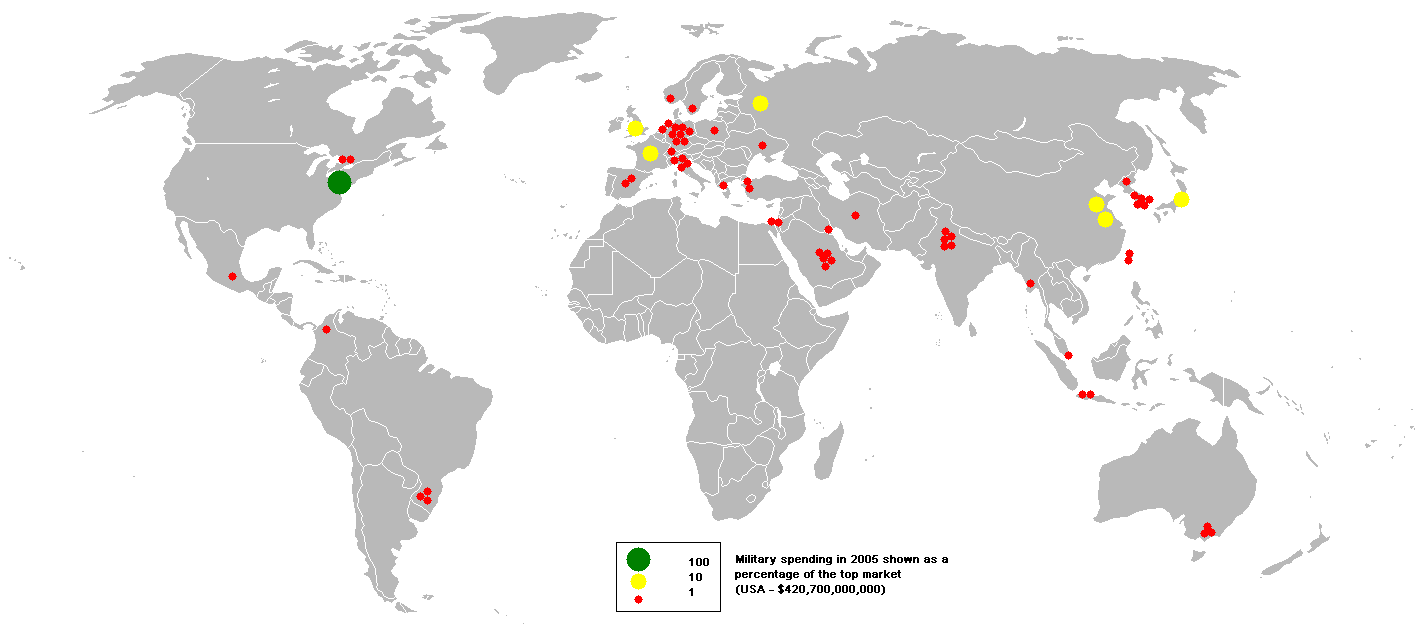
Военные расходы в 2005 году.

Военный бюджет, Бюджет военный или оборонный бюджет — величина государственных расходов, предназначенная для поддержания и обновления вооруженных сил государства.
Ранее военный бюджет включал госрасходы только на сухопутные войска, а на флот влиял морской бюджет.
Военный бюджет государства часто отражает уровень угроз, которым, по мнению их властей, подвержена безопасность государства. Величина бюджета также характеризует способность государства финансировать военную деятельность, которая напрямую зависит от размера экономики государства, предпочтения правительства и населения государства финансировать военную деятельность по отношению к другим бюджетным расходам. Обычно военный бюджет не включает расходы на правоохранительную деятельность и реабилитацию ветеранам.
Согласно Стокгольмскому институту исследования проблем мира военные расходы в мире за 2011 год составили 1,74 трлн долларов США. (около 2,5% мирового ВВП).

## Военные бюджеты 2020
По версии МИСИ
| Место | Государство       | Расходы (млрд $) |
| ----- | ----------------- | ---------------- |
| 1     | США               | 684,6            |
| 2     | Китай             | 181,1            |
| 3     | Россия            | 179,9            |
| 4     | Саудовская Аравия | 78,4             |
| 5     | Индия             | 60,5             |
| 6     | Великобритания    | 54,8             |
| 7     | Франция           | 52,3             |
| 8     | Япония            | 48,5             |
| 9     | Германия          | 48,5             |
| 10    | Республика Корея  | 39,8             |

При этом стоит заметить, что точные военные бюджеты некоторых, особенно авторитарных, стран, тщательно скрываются, чтобы не показывать соотношение военного бюджета к ВВП. 

## Военные бюджеты 2011 — Справочник SIPRI
| Ранг | Страна            | Военный бюджет ($ млрд.) | Общемировая доля |
| —    | Всего в мире      | 1 739                    | 100%             |
| 1    | США               | 711                      | 40,9 %           |
| 2    | Китай             | 138                      | 7,9 %            |
| 3    | Россия            | 70,2                     | 4,0 %            |
| 4    | Франция           | 64,6                     | 3,7 %            |
| 5    | Япония            | 60,8                     | 3,5 %            |
| 6    | Великобритания    | 60,3                     | 3,5 %            |
| 7    | Индия             | 49,6                     | 2,9 %            |
| 8    | Саудовская Аравия | 48,5                     | 2,8 %            |
| 9    | Германия          | 48,1                     | 2,8 %            |
| 10   | Бразилия          | 36,9                     | 2,1 %            |

При этом стоит заметить, что точные военные бюджеты некоторых, особенно авторитарных, стран, тщательно скрываются, чтобы не показывать соотношение военного бюджета к ВВП. 

## Исторические данные

### 1897
| Сравнительная таблица военных расходов на 1897 год | Сравнительная таблица военных расходов на 1897 год | Сравнительная таблица военных расходов на 1897 год |
| Государство                                        | Годовой расход на сухопутные войска                | На душу населения                                  |
| -------------------------------------------------- | -------------------------------------------------- | -------------------------------------------------- |
| Австро-Венгрия                                     | 169 469 000                                        | 3,81                                               |
| Англия                                             | 229 515 000                                        | 5,76                                               |
| Германия                                           | 290 955 000                                        | 5,57                                               |
| Россия                                             | 284 379 994                                        | 2,50                                               |
| Франция                                            | 236 515 000                                        | 5,76                                               |

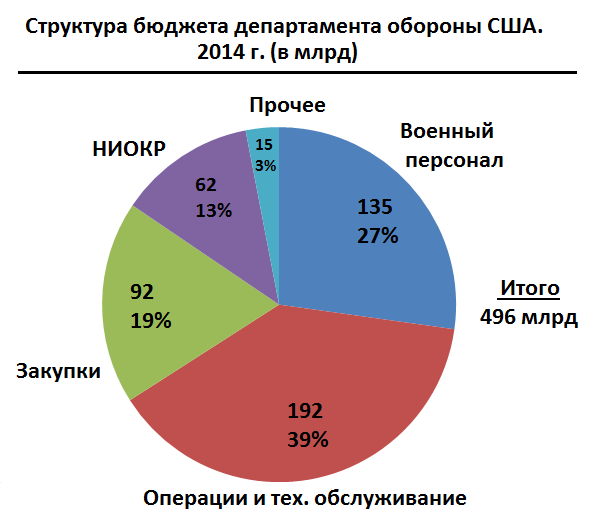
Для примера, структура военного бюджета США, на 2014 год, не показаны связанные с военным делом иные бюджеты.

В журнале «Saturday Review» за февраль 1898 года были представлены следующие данные по военным бюджетам государств по отношению к всему бюджету государства:
- США: 17 %
- Российская Империя: 21 %
- Франция: 27 %
- Британская Империя: 39 % (40 млн фунтов или 2.5 % ВНП)
- Германская Империя: 43 %
- Японская Империя: 55 % (132 млн йен)

### 2003
В справочнике 2004 года Стокгольмский институт исследования проблем мира указал, что покупки военной техники членами НАТО в 2003 году выросли на 11 % по сравнению с 2002 годом (6.5 % в количественном выражении). В некоторых государствах военный бюджет вырос до уровня, наблюдавшегося в годы холодной войны. Военный бюджет США возглавил этот список государств и составил 47 % ($415 млрд) всех военных расходов в мире в 2003 году. Дополнительное финансирование войны в Ираке и сопутствующие расходы на $83 млрд составили основную часть роста военного бюджета, на другие расходы приходится только 3.5 % роста бюджета.
Военные бюджеты Великобритании, Франции, Германии и Италии составляют около 15 % всех военных расходов в мире. Франция и Великобритания увеличили покупки вооружения и военной техники, не только для того, чтобы участвовать в военных операциях США на соответствующем технологическом уровне, но и чтобы проводить свои независимые военные кампании (например, которые произошли в Ливии).
Среди государств не входящих в НАТО Япония потратила на военные нужды $46,9 млрд в 2003 году, Китай — $32,8 млрд, Россия — $13 млрд, которые составили соответственно 5 %, 4 % и 1 % от общемировых военных затрат.

### Комментарии
1. ↑  Бо́льшая часть военного бюджета России засекречена. По оценкам американских экспертов, военный бюджет России, скорректированный на покупательную способность рубля, лежит в пределах $150 — $180 млрд., что составляет около 4% ВНП[5].